# Lagesbüttel
Lagesbüttel is een plaats in de Duitse gemeente Groß Schwülper, deelstaat Nedersaksen, en telt 1381 inwoners (2006).